# Компиано
Компиа̀но (на италиански: Compiano, на местен диалект Cumpiàn, Кумпиан) е село и община в северна Италия, провинция Парма, регион Емилия-Романя. Разположено е на 519 m надморска височина. Населението на общината е 1131 души (към 2010 г.).